# Rinorea deflexiflora
Rinorea deflexiflora är en violväxtart som beskrevs av Harley Harris Bartlett. Rinorea deflexiflora ingår i släktet Rinorea och familjen violväxter. Inga underarter finns listade i Catalogue of Life.